# Euhyponomeutoides ribesiella
Euhyponomeutoides ribesiella is een vlinder uit de familie stippelmotten (Yponomeutidae). De wetenschappelijke naam is voor het eerst geldig gepubliceerd in 1900 door Joannis.
De soort komt voor in Europa.